# زیارتگاه پوغوس-پطروس مقدس (تاتئوی وانک)
زیارتگاه پوغوس-پطروس مقدس  (تاتئوی وانک) (ارمنی: Սուրբ Պողոս-Պետրոս տաճար؛ انگلیسی: St. Peter-Paul) یک کلیسا متعلق به کلیسای حواری ارمنی واقع در شهر روستای تاتو، استان سیونیک ارمنستان می‌باشد. ساخت و ساز این ساختمان در سده 9ام میلادی؛ به پایان رسید. این بنا به سبک معماری ارمنی طراحی شده است.

## نگارخانه

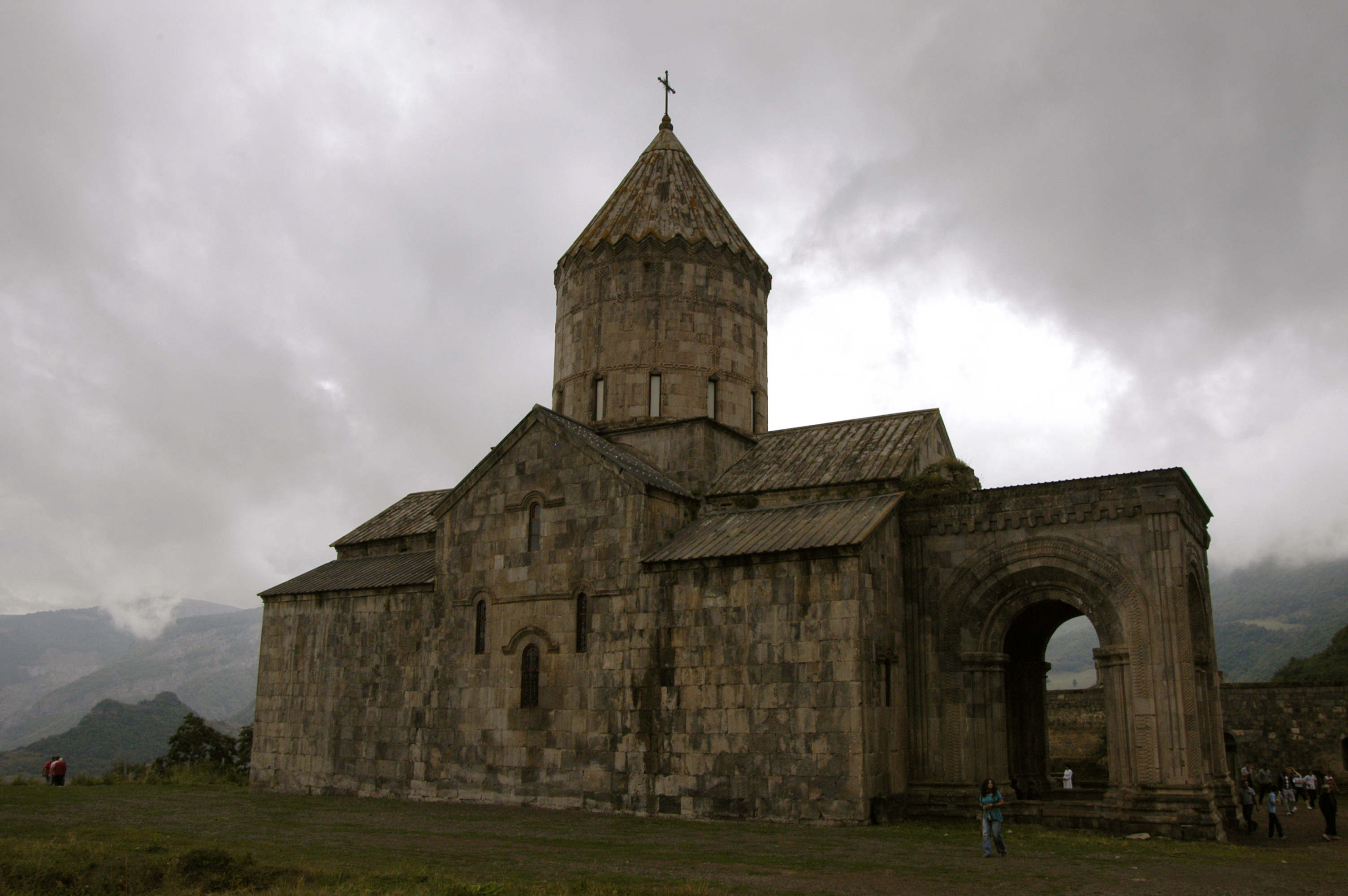
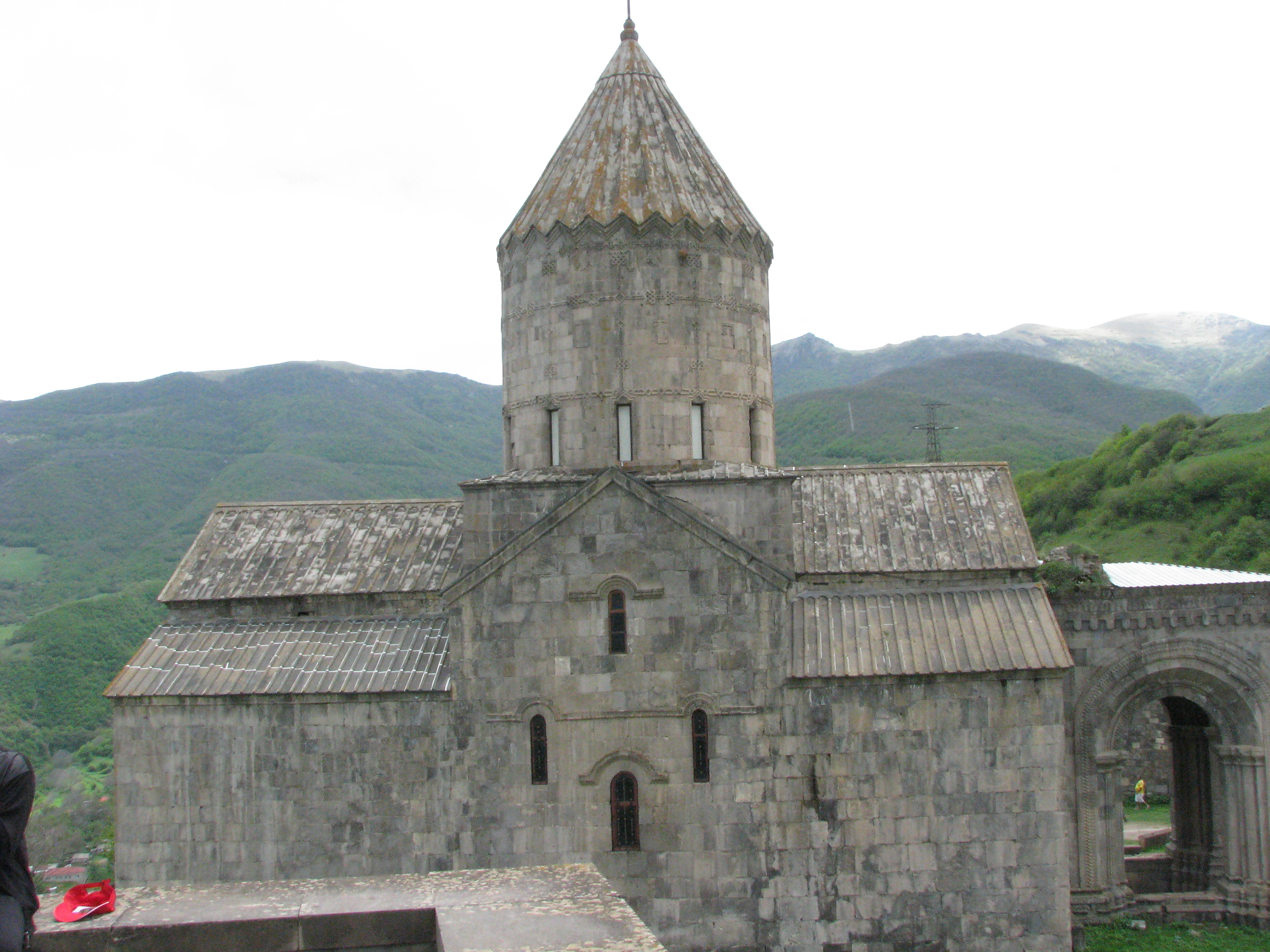
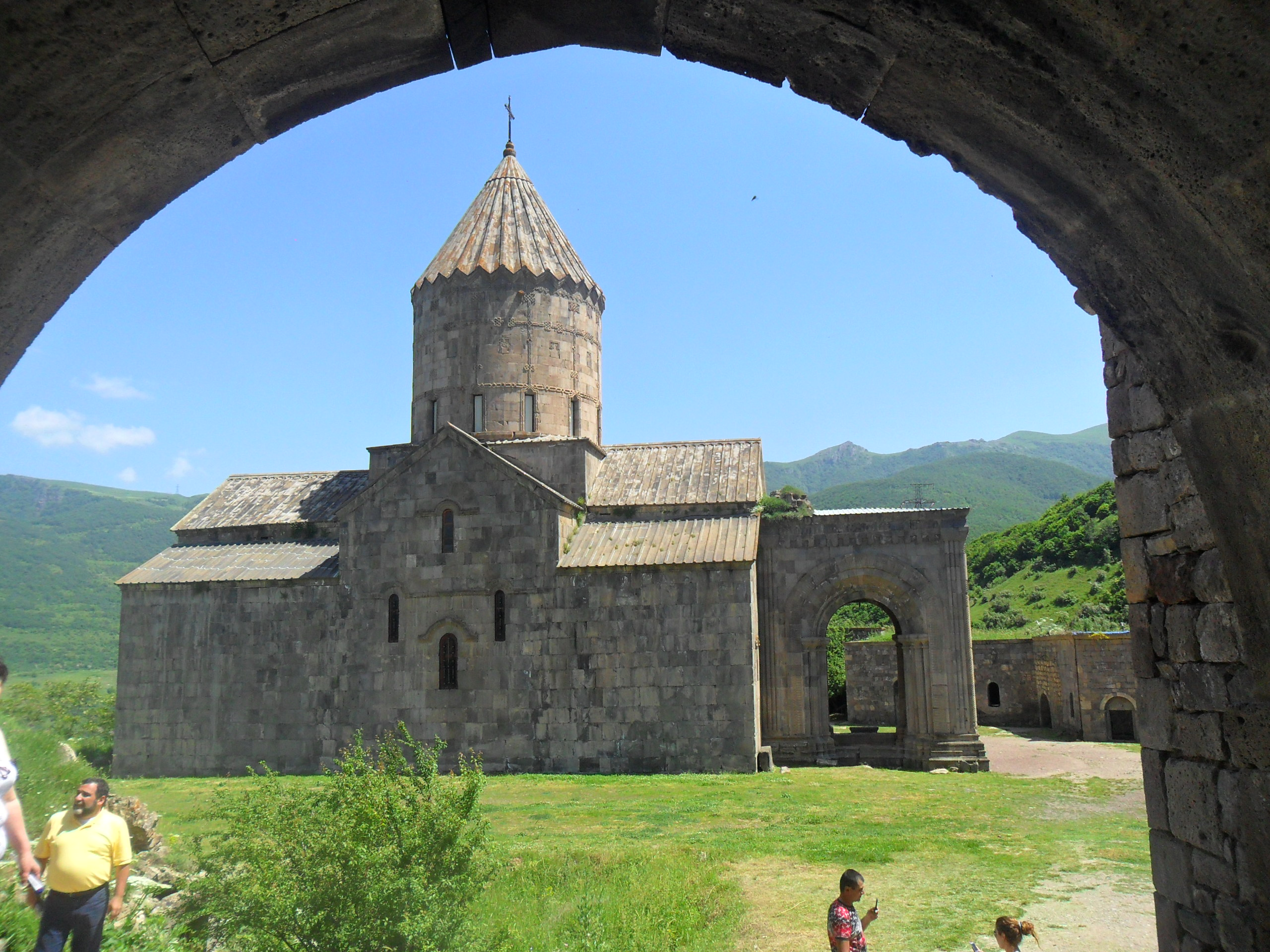
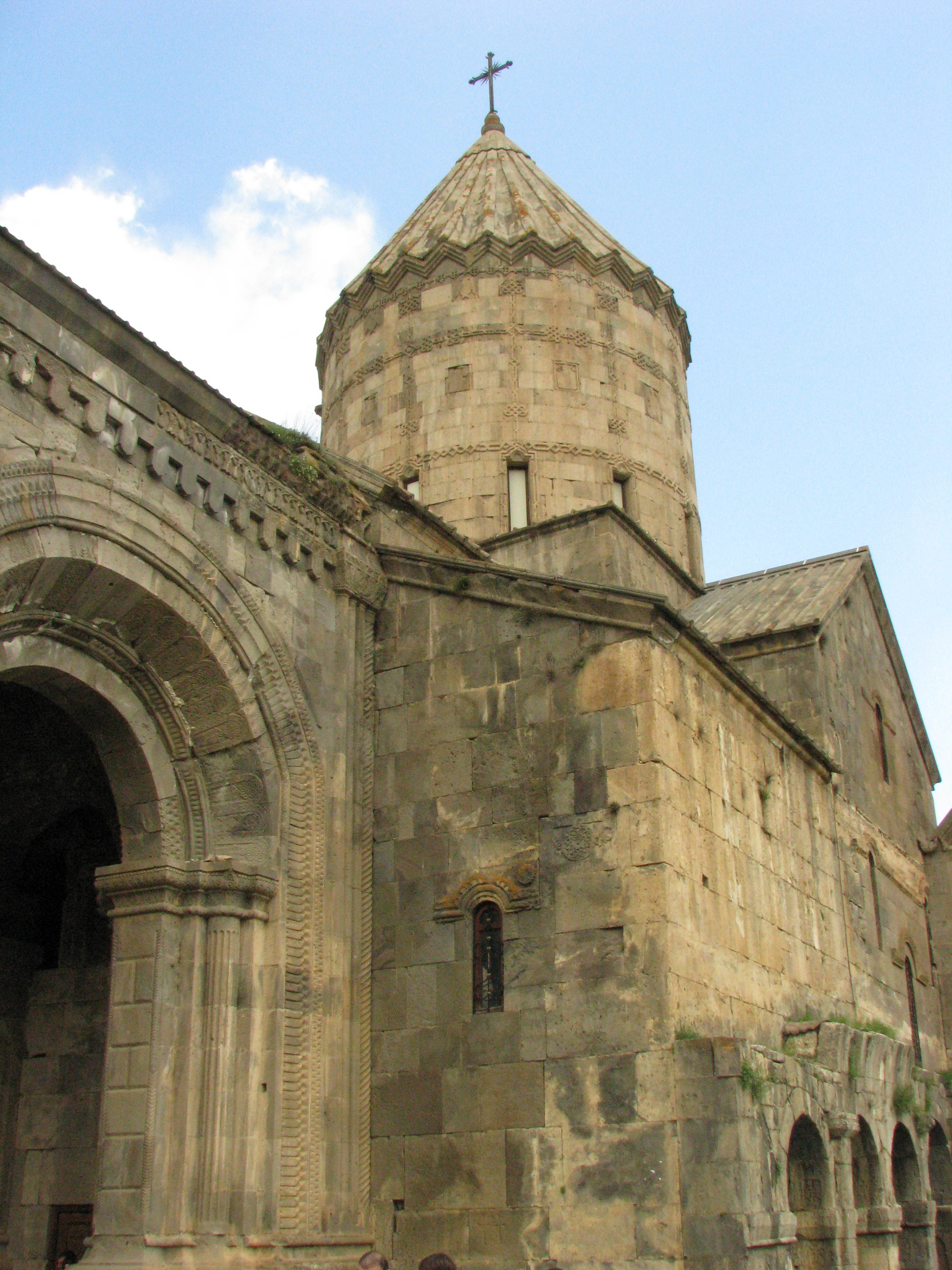
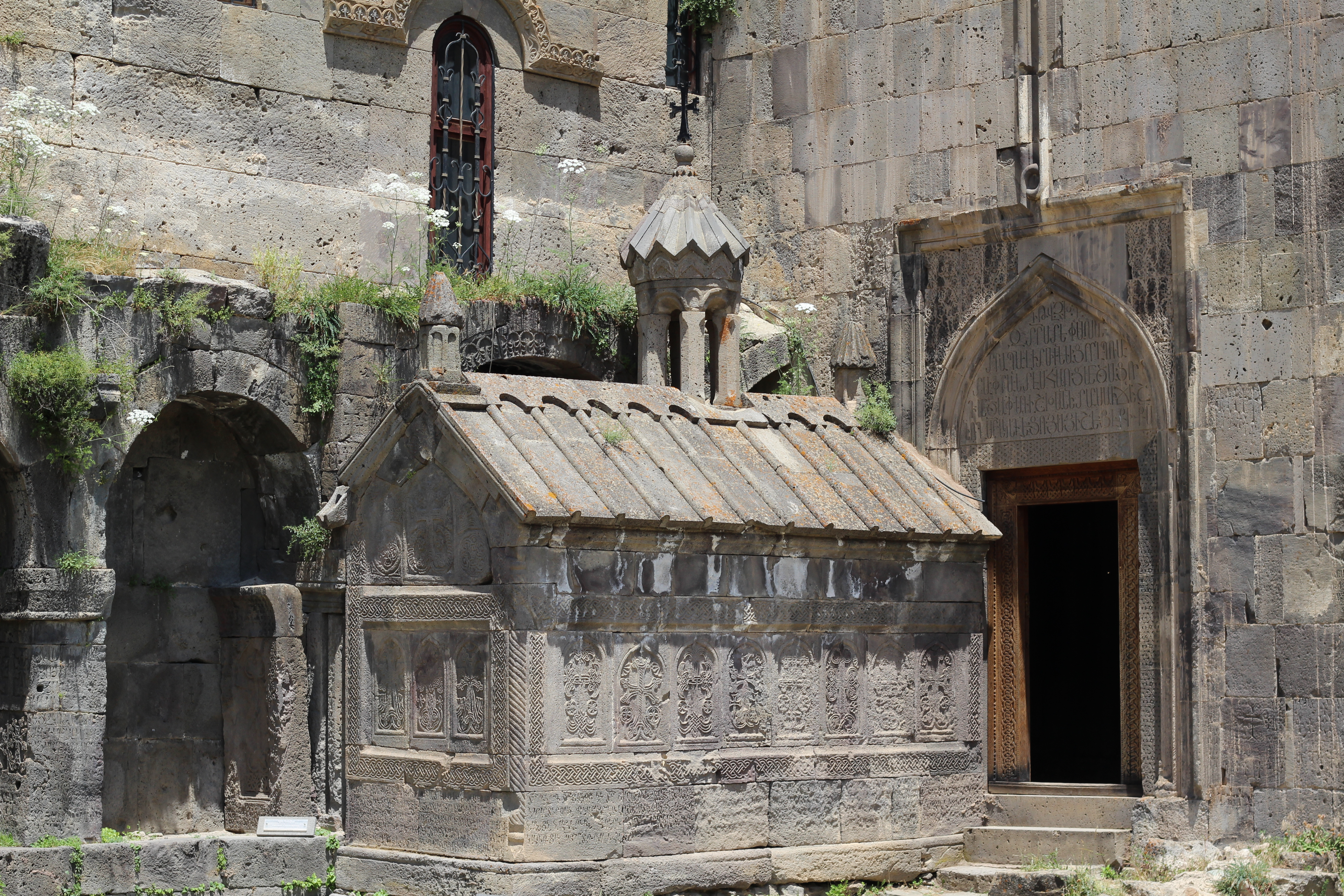
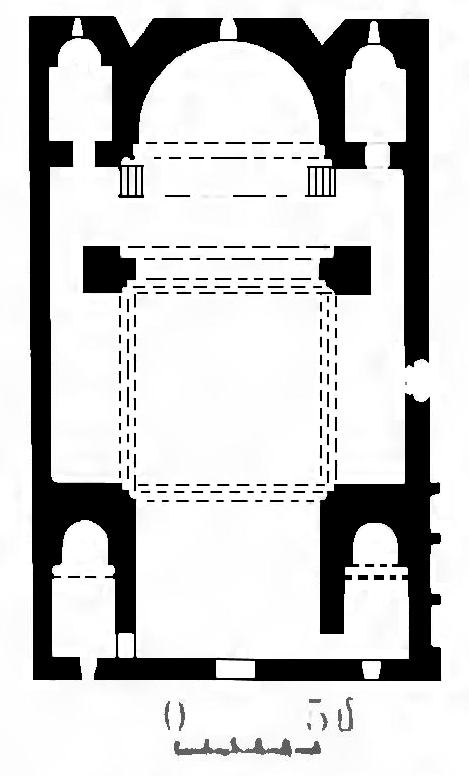

- پرونده:Պատկեր:Սուրբ Գրիգոր Տաթևացու մատուռ-դամբարան, Տաթև.jpg